# 胡瓒 (萬曆進士)
胡瓒（1560年—?），字伯玉，号心泽，直隸桐城縣（今屬安徽省）人。明朝官員。

## 生平
嘉靖庚申五月初七日生。治書经。早年為諸生，手不釋卷，曾抄寫《資治通鑑》全書。萬曆二十二年（1594年）甲午科鄉試第三名舉人，萬曆二十三年（1595年）聯捷乙未科會試第一百二十三名，廷試二甲第四十九名进士，吏部觀政，二十五年二月授工部都水司主事，分司南旺司，兼督济宁泉闸。万历二十六年，黄河决口，单县黄垌的運河泥沙淤塞，漕运受阻。朝廷派工部左侍郎兼佥部御史刘东星为河漕总督前往治水。胡瓒建议疏浚贾鲁河故道，他不畏辛劳，爬山涉水勘察河道之來龍去脈，撰成《泉河史》15卷。因疏浚有功，二十六年升俸一级，二十八年九月升虞衡司员外郎，二十九年會試同考，五月升本司工部郎中。萬曆二十七年，督修琉璃河橋，升虞衡员外。三年橋成，節省白銀七萬兩。萬曆三十四年官至江西右参政。萬曆三十七年，以运贩私盐为御史彭端吾奏劾，降三级。晚年辭官歸里，久之卒。

## 家族
曾祖胡邦，寿官。祖胡其聦，庠生。父胡效才，嘉靖乙丑進士、贈工部主事加郎中。前母彭氏，贈宜人；母周氏，贈安人，加宜人。永感下。娶方氏，封安人，加宜人。子胡衡。

## 著作
著有《泉河史》十五卷、《禹贡备遗增注》二卷。